# Île Malban
L'île Malban (breton : Melbann) fait partie de l'archipel des Sept-Îles et est située entre l'île Rouzic et l'île Bono.
Cette île est vierge de toute présence humaine grâce à son relief escarpé et ses criques peu protégée.
Elle est interdite aux débarquements pour des raisons de sauvegarde de la faune et de la flore.
Cette île culmine à 29 mètres de haut par rapport au niveau de l'eau, c'est la plus petite de l'archipel.

## Réserve ornithologique
Elle abrite de nombreux spécimens de Cormoran huppé, Goéland argenté, Goéland marin, certain Alcidé et notamment un couple de Faucon pèlerin.